# Trèveris
|  | No s'ha de confondre amb Trèvers. |

Trèveris (en alemany, Trier; en francès, Trèves) és una ciutat de Renània-Palatinat, Alemanya, situada a la vora del riu Mosel·la. És considerada la ciutat més antiga d'Alemanya. Està inscrita a la llista del Patrimoni de la Humanitat de la UNESCO des del 1986.

## Història
Oficialment, va ser fundada en l'any 16 aC per August sota el nom d'Augusta dels Trèvers. La tribu gal·la dels trèvers donà nom a la ciutat. No obstant això, existeix un mite segons el qual va ser fundada uns 1300 anys abans del naixement de Roma per Trebeta, fill del rei assiri Ninus.
Coneguda com "la segona Roma" per la importància política que va arribar a tenir en el baix Imperi Romà, els vestigis romans hi són molt abundants:
- La Porta Nigra,
- La Basílica de Constantí de Trèveris,
- Les termes imperials,
- Les termes del fòrum,
- Les termes de Santa Bàrbara,
- L'Amfiteatre
- El pont romà

Des dels segles xii i xiii fins a la Revolució Francesa, l'arquebisbe de Trèveris era un dels prínceps electors del Sacre Imperi Romanogermànic. Durant la Guerra dels Trenta Anys, Trèveris va ser conquerida pels espanyols l'any 1634, provocant l'entrada de la guerra del Regne de França en contra de les Espanyes, i pels francesos l'any 1645. Tropes franceses van ocupar la ciutat també en 1674, 1688 i, més prolongadament, en 1794. L'any 1801 va ser conquerida per França, convertint-se en capital del departament francès de Saarland. En 1814 va ser presa per Prússia.
Actualment la ciutat té uns 100.000 habitants.

## Fills il·lustres
- Ambròs de Milà (340-397)
- Karl Marx (1818-1883)
- Eric Oberhoffer (1824-1885) compositor.
- Philipp J Riotte (1776-1856) compositor.
- Joseph Mainzer (1801-1851) compositor.
- Victor François Desvignes (1805-1854) director d'orquestra i compositor.

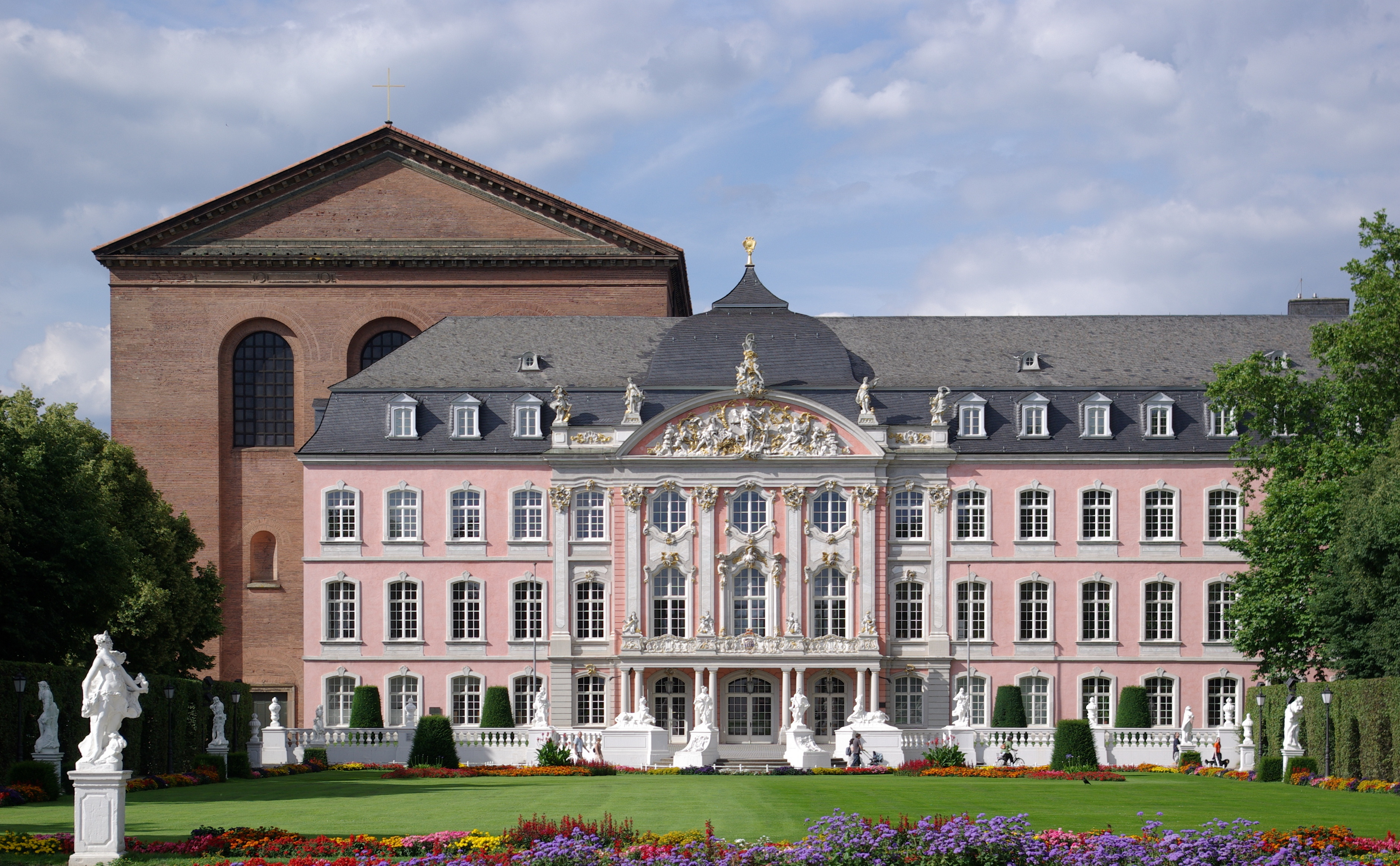
Basílica de Trèveris i Residenzschloss